# Eberbacher Rosenbräu
Die Eberbacher Rosenbräu war eine private Brauerei in Eberbach. Sie produzierte von 1823 bis 1981.

## Geschichte
Peter Koch erhielt 1823 für seine Straußwirtschaft Rose vom Direktorium des Neckarkreises Mannheim eine Genehmigung zum Bier- und Branntweinausschank; er gründete die Rosenbrauerei. Das Stammhaus liegt am Neuen Markt, in der Nähe des Rosenturmes, einem der vier noch erhaltenen Eberbacher Stadttürme. Doch womöglich gab es schon vor Peter Koch einen Wirt eines Gasthauses „Zur Rose“. Denn ein „Roßenwürt vorm Thor“ wird mit Hans Georg Rothengatter bereits 1664 genannt, wobei es sich um das frühere Gasthaus „Zur Rose“ handeln könnte. Das Braurecht der Gastwirtschaft „Zur Rose“ ist jedoch erst zu Beginn des 19. Jahrhunderts belegt. Verschiedene Familien betrieben nach Peter Koch Brauerei und Gasthaus. Die Brauerei wurde 1893 von dem gelernten Bierbrauer Philipp Knauber übernommen und 1911 innerhalb Eberbachs verlegt. Für die Zeit des Ersten Weltkrieges sind keine Zeitzeugnisse überliefert.
Im Zweiten Weltkrieg wurde der Betrieb aufrechterhalten. Seit 1939 führte der studierte Volkswirt Karl Knauber die Geschäfte unter dem Namen Eberbacher Rosenbräu – Philipp Knauber & Söhne. Von 1945 bis 1981 verfünffachte sich der Jahresausstoß auf rund 16000 Hektoliter. Malz wurde aus verschiedenen badischen Städten bezogen, Hopfen kam aus der Hallertau und von Tettnang. Die Kunden waren überwiegend aus der Region, die zuletzt sieben kleineren Lieferfahrzeuge befuhren einen Radius von etwa 50 km. 1964 wurde ein neues Sudwerk errichtet. Eine vollautomatische Abfüllanlage für bis zu 3500 Flaschen in der Stunde wurde 1974 installiert. Das Rosenbräu wurde in den Varianten Export, Pils oder Bock und auch vielen Festbieren gebraut. Die Heilbronner Brauerei Cluss übernahm die Firma 1977, Cluss wurde 1982 von Dinkelacker aufgekauft. Das letzte Bier des Eberbacher Rosenbräu wurde am 14. Juli 1981 abgefüllt, danach wurde der Braubetrieb eingestellt.
Die Brauereigebäude wurden 1987 abgerissen, das Stammhaus Rose steht seit 2008 leer und wurde vom Eigentümer Stadt Eberbach an private Investoren verkauft.